# Sciara flaviseta
Sciara flaviseta är en tvåvingeart som beskrevs av Enrico Adelelmo Brunetti 1912. Sciara flaviseta ingår i släktet Sciara och familjen sorgmyggor. Inga underarter finns listade i Catalogue of Life.